# Sans témoins
Pour plus de détails, voir Fiche technique et Distribution.
Sans témoins (en russe : Без свидетелей) est un film soviétique réalisé par Nikita Mikhalkov, sorti en 1983. Il s'agit de l'adaptation cinématographique d'une pièce de théâtre éponyme écrite par Sophia Prokofieva. Le film a été récompensé par le prix FIPRESCI au Festival international du film de Moscou en 1983 et par le prix de la Fédération Espagnole des ciné-Clubs au Festival international du film de Valladolid en 1984. Après la projection du film, l'acteur Mikhaïl Oulianov a reçu de nombreuses lettres de spectateurs indignés lui reprochant avoir joué un salaud hors norme, alors que dans l'inconscient collectif il était associé aux personnages attachants voire aux héros.

## Synopsis
Un homme rend visite à son ex-femme et lors d'une banale conversation apprend que celle-ci s'apprête à se remarier avec un certain Valentin Chliakhov, une vieille connaissance. Il se rend compte que c'est ce même Chliakhov dont il a brisé la carrière avec une lettre anonyme il y a bien des années. Redoutant que cet homme l’apprenne par son ex femme et s'en prenne à lui, il s'attelle à la dissuader de le fréquenter, en mettant en place un odieux chantage,.

## Fiche technique
- Titre : Sans témoins
- Titre original : Без свидетелей
- Réalisation : Nikita Mikhalkov
- Scénario : Ramiz Fataliyev et Nikita Mikhalkov
- Musique : Orchestre symphonique d'État de l'URSS pour l'art cinématographique
- Compositeur : Edouard Artemiev
- Chef d'orchestre : Emin Khatchatourian
- Pays d'origine : Russie
- Format : Couleurs - Mono - 35 mm
- Genre : Drame
- Durée : 95 minutes
- Date de sortie : 1983
- Langue : russe